# Tillandsia aeris-incola
Tillandsia aeris-incola là một loài thực vật có hoa trong họ Bromeliaceae. Loài này được (Mez) Mez miêu tả khoa học đầu tiên năm 1896.